# Orientpipare
Orientpipare (Anarhynchus veredus) är en asiatisk fågel i familjen pipare inom ordningen vadarfåglar. Den häckar i stäppområden och öknar från Sibirien till Manchuriet. Vintertid flyttar den till Australasien. Fågeln är en mycket sällsynt gäst i Europa med endast tre fynd, varav ett i Göteborg i maj 2020. IUCN kategoriserar den som livskraftig.

## Utseende
Orientpiparen är en relativt stor, långvingad och långbent pipare, 21–25 centimeter i längd och 46–53 centimeter i vingbredd. Hane i häckningsdräkt har vitt ansikte, strupe och panna samt gråbrun krona, nacke och rygg. Undertill är buken vit avgränsat av ett svart band mot det kastanjefärgade bröstet. Hona, ungfågel och hane i vinterdräkt är generellt gråbrun ovan och vit under med blekt ansikte och vitt ögonbrynsstreck.

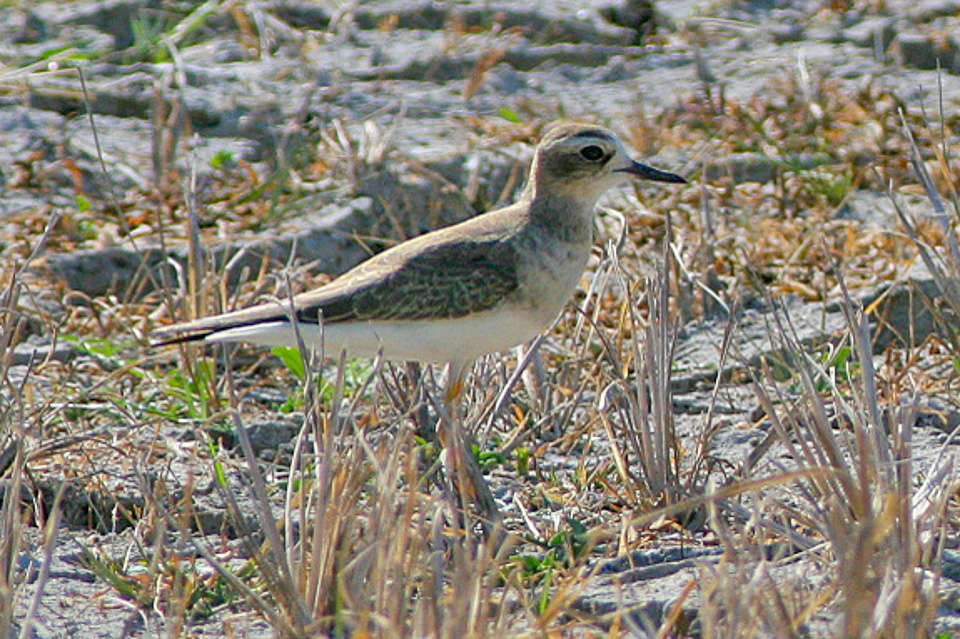
Orientpipare i vinterdräkt på Timor.

## Läte
Flyktlätet beskrivs i engelsk litteratur som ett högljutt, repetativt "chip-chip-chip". Även pipigt visslande "kwink", korta "dzhup" och "klink-klink-klink" hörs.

## Utbredning
Orientpiparen häckar från Sibirien till Manchuriet och Mongoliet och övervintrar i Australasien. Fågeln har setts tre gånger i Europa: 2003 i Ilmola i Finland, 2017 på Røst i Norge och maj 2020 i Göteborg i Sverige.. Ett anmärkningsvärt fynd har också gjorts på Grönland 1948.

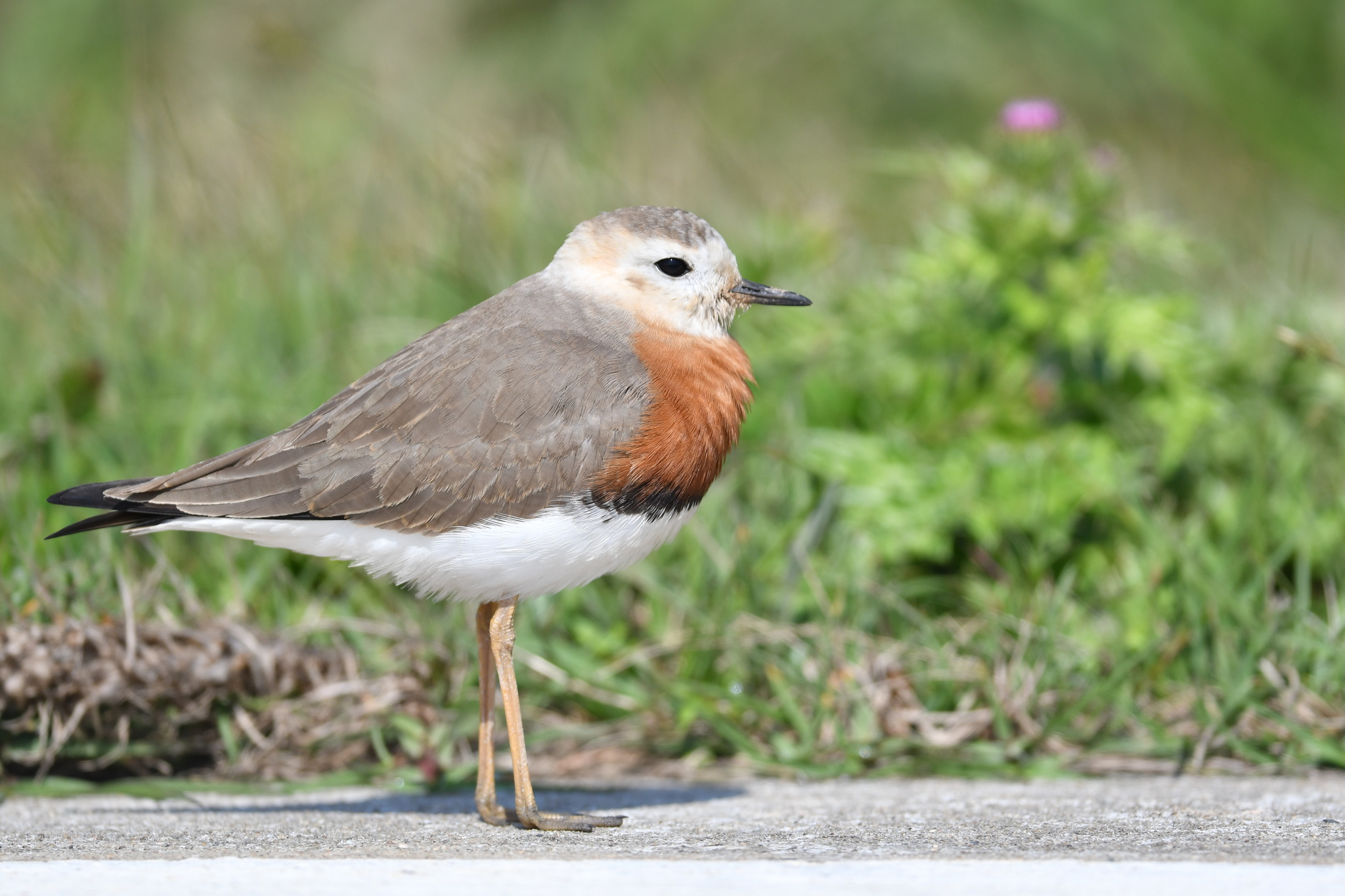
Orientpipare i häckningsdräkt fotograferad under vårflyttningen i Taiwan.

## Systematik
Orientpipare är närmast släkt med de fyra asiatiska piparna kamtjatkapipare, tibetpipare, ökenpipare och kaspisk pipare. Hittills har dessa placerats i Charadrius, men flera genetiska studier har visat att arterna i släktet inte är varandras närmaste släktingar. Istället är en stor grupp strandpipare, däribland kaspisk pipare, närmare släkt med vipor i Vanellus och andra udda pipare som australiska inlandspiparen (Peltohyas australis) och nyzeeländska snednäbben (Anarhynchus frontalis) än med typarten för släktet större strandpipare.  Tongivande Clements m.fl. implementerade 2023 dessa resultat i sin systematik, vilket medfört att denna grupp lyfts ur Charadrius och istället förenats med snednäbben i släktet Anarhynchus. Orientpipare är monotypisk, det vill säga att den inte delas in i några underarter.

## Levnadssätt
Orientpiparen häckar i torra stäppområden, öknar och saltslätter, framför allt utmed floder och sjöar. Vintertid påträffas den i gräsmarker och kustnära områden. Födan består huvudsakligen av skalbaggar, men även andra insekter som termiter och gräshoppor liksom sniglar och frön. Den födosöker likt andra pipare genom att springa snabbt och sedan plötsligt stanna till för att plocka föda från marken. I övervintringsområdet Eighty Mile Beach i nordvästra Australien har den noterats födosöka på natten och vila på dagen. Häckningsbiologin är dåligt känd, men tros häcka mellan april och juli. Endast honan ruvar.

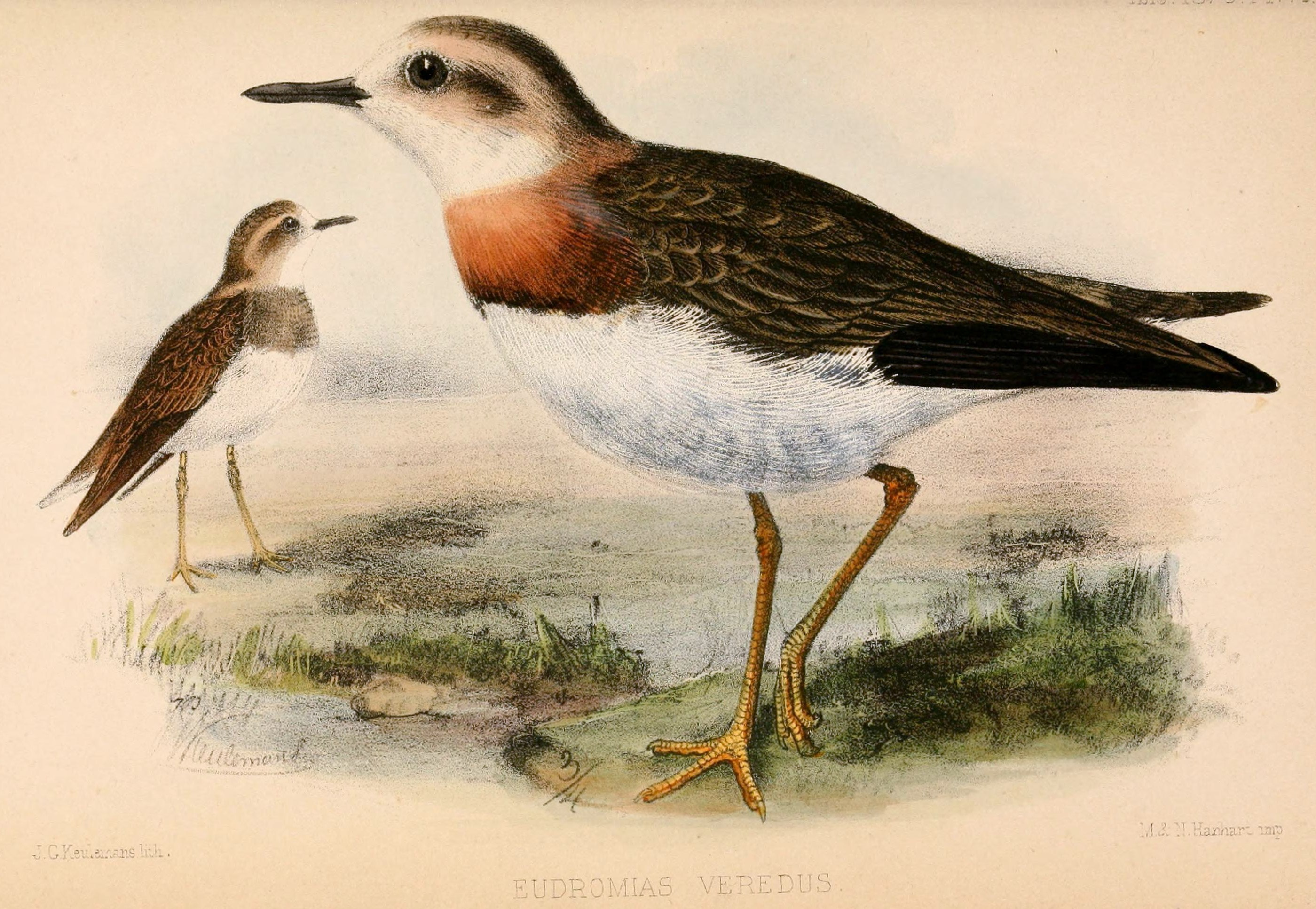
Illustration av John Gerrard Keulemans.

## Status
Arten har ett stort utbredningsområde och beståndet anses vara stabilt. Internationella naturvårdsunionen IUCN listar den därför som livskraftig (LC). Världspopulationen uppskattas till 230 000 individer.

## Namn
Orientpiparens vetenskapliga artnamn veredus kommer från latinet och betyder "snabb häst".